# Lucas Menossi
Lucas Ariel Menossi (San Isidro, Provincia de Buenos Aires, Argentina, 11 de julio de 1992) es un futbolista argentino. Juega de mediocampista central en el Club Atlético Belgrano de la Primera División de Argentina.

## Carrera
En 2019, firmó por San Lorenzo en sus tres temporadas no logró ser titular en el club y solo participó en 28 encuentro sin marcas goles ni asistencias. Al no tener minutos fue enviado a préstamo nuevamente a Tigre con opción de compra al finalizar la temporada.
En su regreso a Tigre, se consagró campeón de la Copa de la Superliga de 2019 y del Campeonato nacional 2021. Tras culminar la temporada 2022, el club renovó por un año más su contrato. En 2023, fue titular en 32 de sus 38 partidos jugados marcando un gol y siendo fundamental en la Copa Sudamericana de ese año, participando en 7 partidos con 1 gol convertido.
En 2024, tras quedar libre en Tigre, fichó por su primer club extranjero, esta vez, en la Universidad Católica de Chile por toda la temporada 2024. Luego de 5 meses, en junio, rescindió su contrato con el club de manera anticipada argumentando motivos personales.

## Estadísticas

### Clubes
Actualizado hasta su último partido disputado el 26 de abril de 2025.
| Club                         | Div.          | Temporada     | Liga  | Liga  | Liga   | Copas nacionales | Copas nacionales | Copas nacionales | Copas internacionales | Copas internacionales | Copas internacionales | Total | Total | Total  |
| Club                         | Div.          | Temporada     | Part. | Goles | Asist. | Part.            | Goles            | Asist.           | Part.                 | Goles                 | Asist.                | Part. | Goles | Asist. |
| ---------------------------- | ------------- | ------------- | ----- | ----- | ------ | ---------------- | ---------------- | ---------------- | --------------------- | --------------------- | --------------------- | ----- | ----- | ------ |
| C. A. Tigre Argentina        | 1.ª           | 2011-12       | —     | —     | —      | 1                | 0                | 0                | —                     | —                     | —                     | 1     | 0     | 0      |
| C. A. Tigre Argentina        | 1.ª           | 2012-13       | 5     | 0     | 0      | —                | —                | —                | —                     | —                     | —                     | 5     | 0     | 0      |
| C. A. Tigre Argentina        | 1.ª           | 2013-14       | 2     | 0     | 0      | —                | —                | —                | —                     | —                     | —                     | 2     | 0     | 0      |
| C. A. Tigre Argentina        | 1.ª           | 2014          | 3     | 0     | 0      | —                | —                | —                | —                     | —                     | —                     | 3     | 0     | 0      |
| C. A. Tigre Argentina        | 1.ª           | 2015          | 16    | 0     | 0      | 2                | 0                | 0                | 1                     | 0                     | 0                     | 19    | 0     | 0      |
| C. A. Tigre Argentina        | 1.ª           | 2016          | 14    | 0     | 0      | 1                | 0                | 0                | —                     | —                     | —                     | 15    | 0     | 0      |
| C. A. Tigre Argentina        | 1.ª           | 2016-17       | 26    | 2     | 1      | 1                | 0                | 0                | —                     | —                     | —                     | 27    | 2     | 1      |
| C. A. Tigre Argentina        | 1.ª           | 2017-18       | 23    | 3     | 0      | —                | —                | —                | —                     | —                     | —                     | 23    | 3     | 0      |
| C. A. Tigre Argentina        | 1.ª           | 2018-19       | 23    | 5     | 2      | 10               | 1                | 0                | —                     | —                     | —                     | 33    | 6     | 2      |
| C. A. San Lorenzo Argentina  | 1.ª           | 2019-20       | 14    | 0     | 1      | 1                | 0                | 0                | 2                     | 0                     | 0                     | 17    | 0     | 1      |
| C. A. San Lorenzo Argentina  | 1.ª           | 2020          | 9     | 0     | 1      | —                | —                | —                | —                     | —                     | —                     | 9     | 0     | 1      |
| C. A. San Lorenzo Argentina  | 1.ª           | 2021          | 1     | 0     | 0      | 1                | 0                | 0                | —                     | —                     | —                     | 1     | 0     | 0      |
| C. A. San Lorenzo Argentina  | Total club    | Total club    | 24    | 0     | 2      | 2                | 0                | 0                | 2                     | 0                     | 0                     | 28    | 0     | 2      |
| C. A. Tigre Argentina        | 2.ª           | 2021          | 32    | 5     | 10     | 3                | 0                | 0                | —                     | —                     | —                     | 35    | 5     | 10     |
| C. A. Tigre Argentina        | 1.ª           | 2022          | 35    | 1     | 4      | 2                | 0                | 0                | —                     | —                     | —                     | 37    | 1     | 4      |
| C. A. Tigre Argentina        | 1.ª           | 2023          | 38    | 1     | 1      | —                | —                | —                | 7                     | 1                     | 1                     | 45    | 2     | 2      |
| C. A. Tigre Argentina        | Total club    | Total club    | 217   | 17    | 18     | 20               | 1                | 0                | 8                     | 1                     | 1                     | 245   | 19    | 19     |
| Universidad Católica · Chile | 1.ª           | 2024          | 15    | 1     | 1      | —                | —                | —                | 1                     | 0                     | 0                     | 16    | 1     | 1      |
| Universidad Católica · Chile | Total club    | Total club    | 15    | 1     | 1      | 0                | 0                | 0                | 1                     | 0                     | 0                     | 16    | 1     | 1      |
| C. A. Belgrano Argentina     | 1.ª           | 2024          | 12    | 0     | 0      | —                | —                | —                | —                     | —                     | —                     | 12    | 0     | 0      |
| C. A. Belgrano Argentina     | 1.ª           | 2025          | 13    | 1     | 0      | 1                | 0                | 0                | —                     | —                     | —                     | 14    | 1     | 0      |
| C. A. Belgrano Argentina     | Total club    | Total club    | 25    | 1     | 0      | 1                | 0                | 0                | 0                     | 0                     | 0                     | 26    | 1     | 0      |
| Total carrera                | Total carrera | Total carrera | 281   | 19    | 21     | 23               | 1                | 0                | 11                    | 1                     | 1                     | 315   | 21    | 22     |
| 1. 2.                        |               |               |       |       |        |                  |                  |                  |                       |                       |                       |       |       |        |

## Palmarés

### Campeonatos nacionales
| Título               | Equipo      | País      | Año  |
| -------------------- | ----------- | --------- | ---- |
| Copa de la Superliga | C. A. Tigre | Argentina | 2019 |
| Primera Nacional     | C. A. Tigre | Argentina | 2021 |